# Якшини из Дидарганджа
Якшини из Дидарганджа (хинди दीदारगंज यक्षी; англ. Didarganj yakshi) — древнеиндийская каменная скульптура женщины в натуральную величину, изваяние которой датируется с III по II век до н. э. Эксперты выдвигают несколько гипотез относительно того, кого изображает эта скульптура. Наиболее распространённой и популярной является гипотеза о том, что это статуя якшини — божественного духа природы. Согласно другим версиям, в статуе запечатлена жена правителя или же скульптура олицетворяет женскую красоту при царском дворе (сурасундари).
Статуя найдена на берегах Ганга в 1917 году возле местности Дидаргандж (рядом с городом Джамалпур, штат Бихар), от которой она получила своё название. В настоящее время Якшини из Дидарганджа хранится в Музее Бихара в Патне.

## Ранняя индийская скульптура

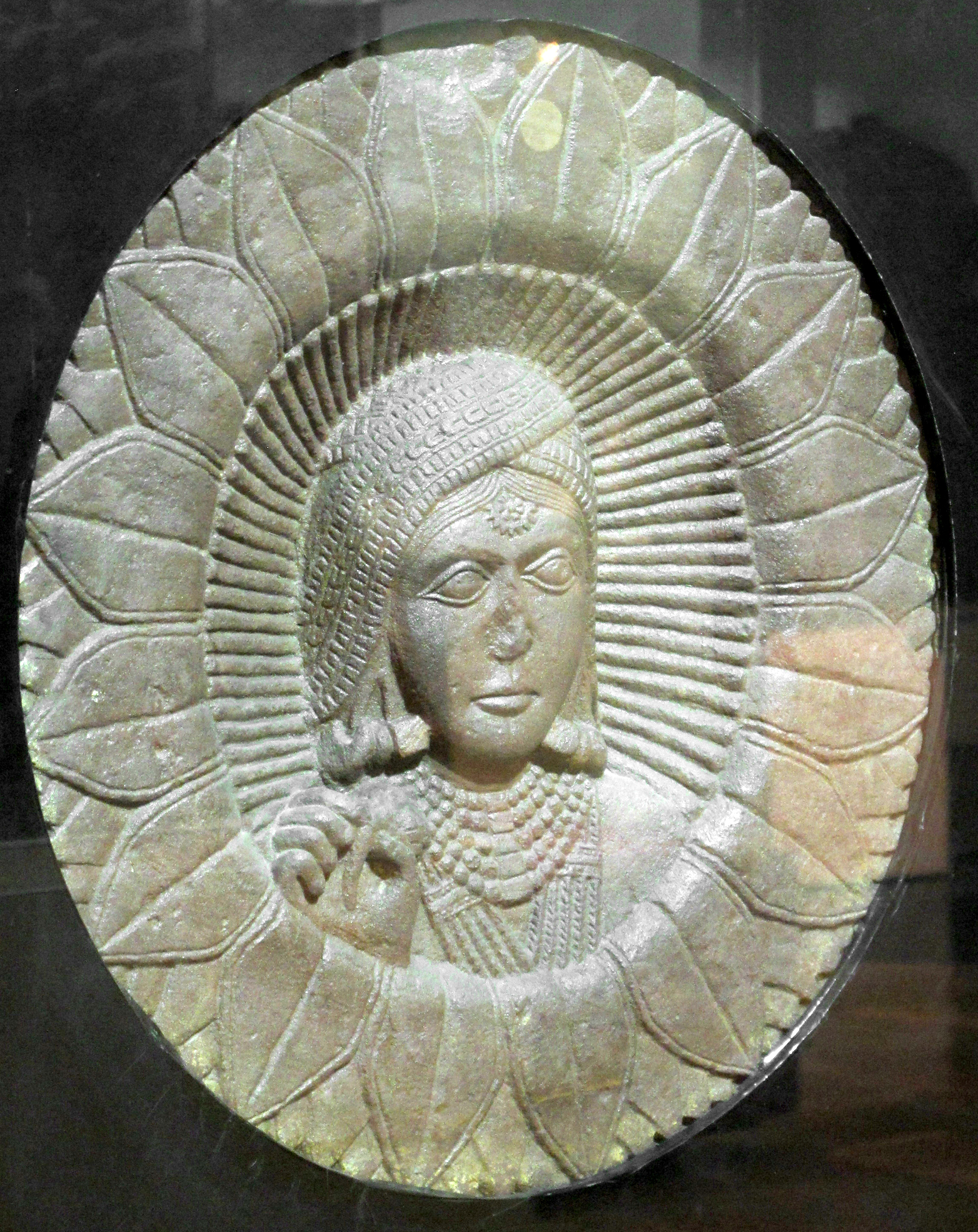
Портрет якши на барельефе ступы в Бхархуте, Индия, II век до н.э. Из коллекции Музея Бхопала

Изображений людей, мифических персонажей или богов ведийского периода к настоящему времени почти не сохранилось. С одной стороны, это объясняется тем, что, по всей видимости, в тот период времени поклонялись образам, выполненным из нестойких материалов. С другой стороны, религиозный культ был ориентирован на неизобразительные объекты, такие, как магические диаграммы — янтры и мандалы. Формирование художественных образов божеств и мифических персонажей можно проследить с середины маурийского периода в IV—II веках до н. э. Сохранились разнообразные памятники изобразительного искусства того времени. В частности, монументальная скульптура, высеченная из камня, мелкие терракотовые головки и целые фигурки людей. Популярными человекоподобными персонажами того времени были якши и якшини (духи природы).
Характеризуя духов природы, можно сказать, что все якши и якшини имеют физически развитое тело. Они изображаются с выпуклым животом и округлыми чертами тела, что напоминает о связи тучности с идеей плодородия. Якшини из Дидарганджа также имеет пышные женские формы, что подчеркивают её родство с богиней плодородия. В изваянии можно обнаружить не только мифические черты, являющиеся следствием фольклорного стиля, но и светские черты, которые отражают стиль царского двора, помпезность и монументальность. В целом образ Якшини свидетельствуют о стремлении скульптора к торжественности, конкретности и непосредственности в изображении женщины.

## Якшини
Якшини представляет собой женскую ипостась мифического существа, полубогиню, отождествляемую с духом природы. Мужские ипостаси природных духов называют «якшами». Поклонение якше является одним из наиболее древних и архаических народных культов в Индии. Считается, что якши обитают в собственном мире под названием «якша-лока». Они относятся к низшему классу полубогов, их считают хранителями царства и спутниками бога богатств Куберы (супругой Куберы также является якшини). В поздней шиваистской мифологии они сопровождают супругу Шивы, Дургу. Возможно, что исторически термин «якша» имел характер этнонима. В иконографии индуизма якши и якшини изображаются в виде прекрасных мужчин и женщин. Массивные скульптуры якши, датируемые между III и II веками до н. э., хранятся в Музеях Матхуры, Патны и Калькутты.

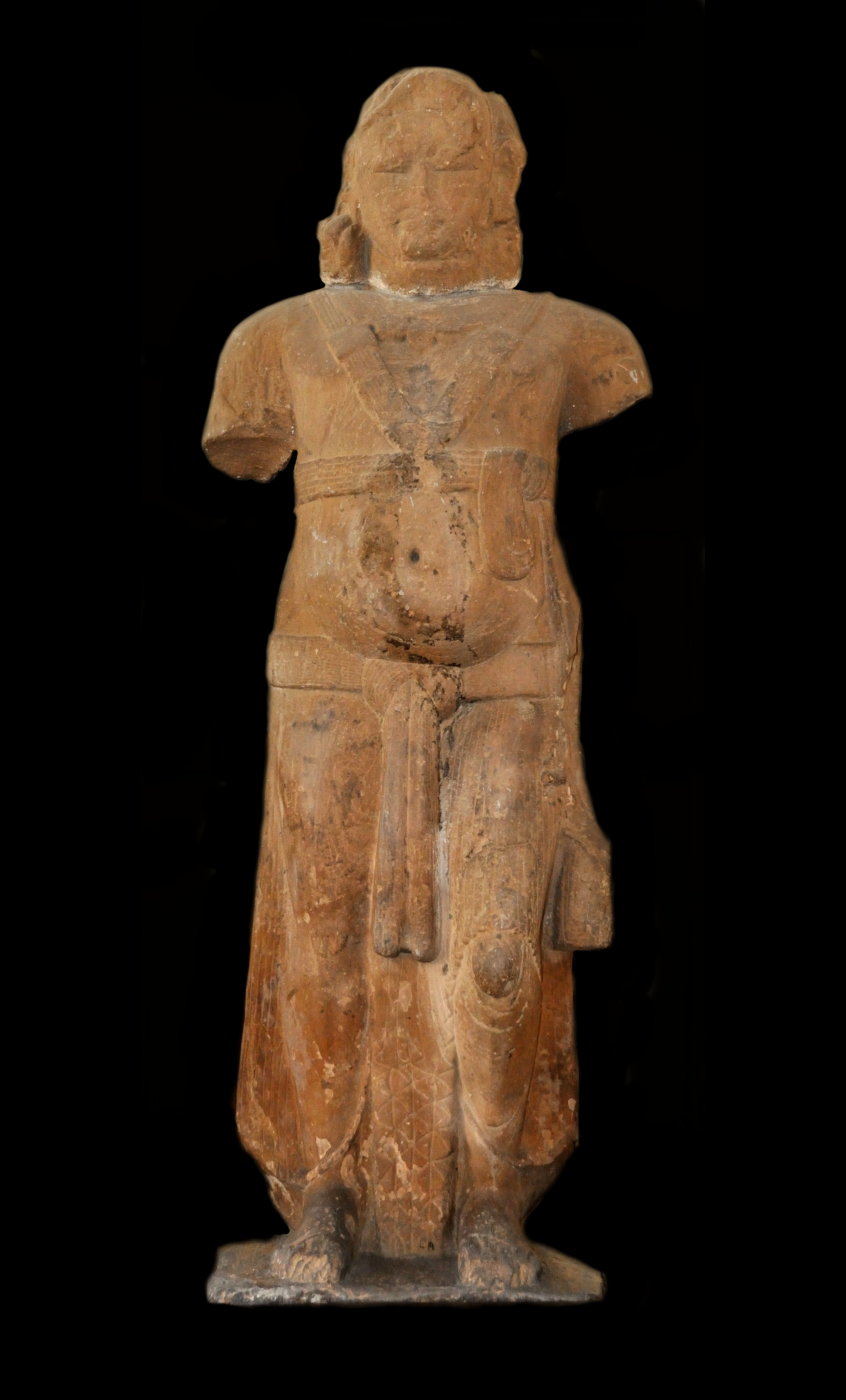
Якша из Паркхам. Индия, III-II век до н. э. Из коллекции Музея Матхуры
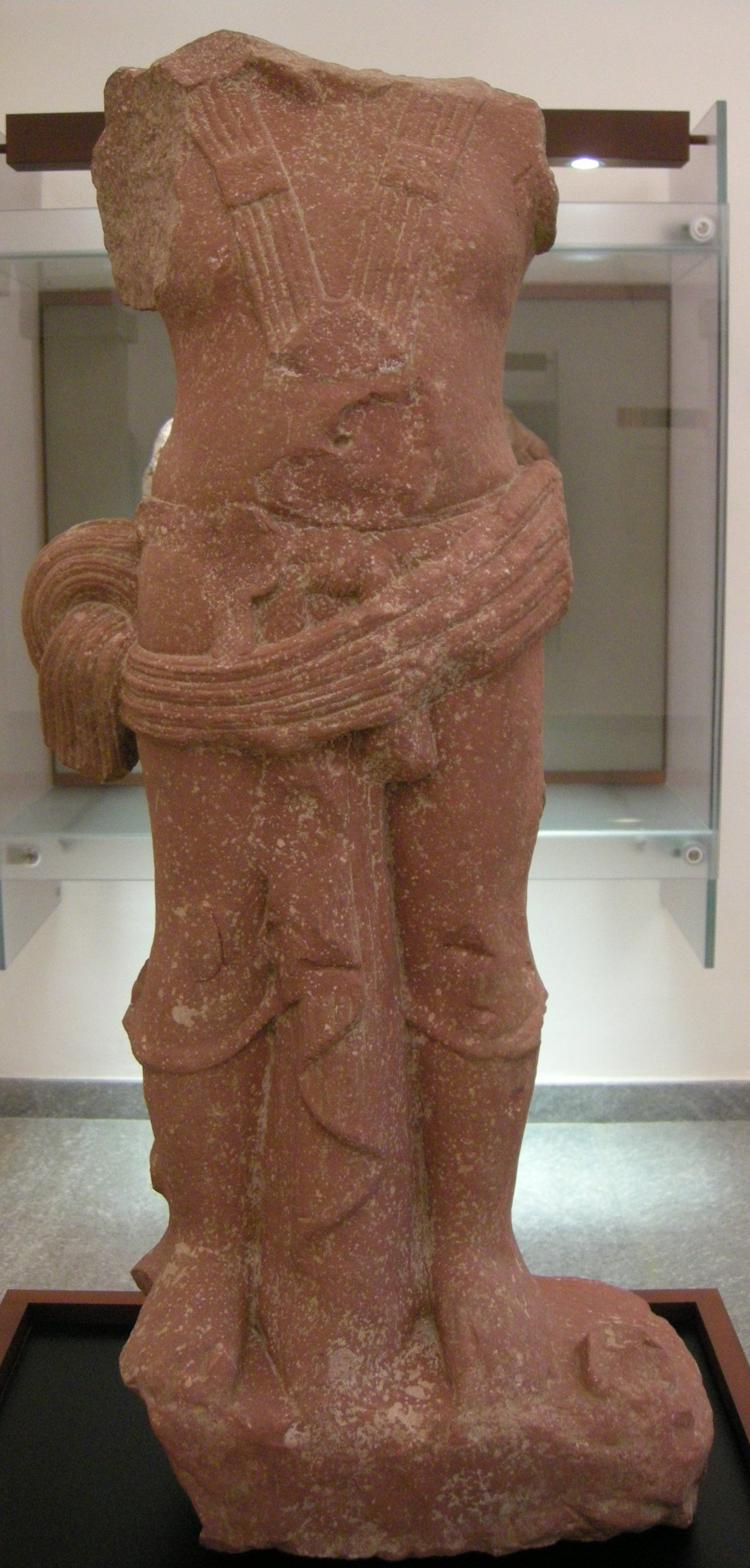
Корпус скульптуры якши из Патны. Индия, между I веком до н. э. и I веком н. э. Из коллекции Музея Матхуры
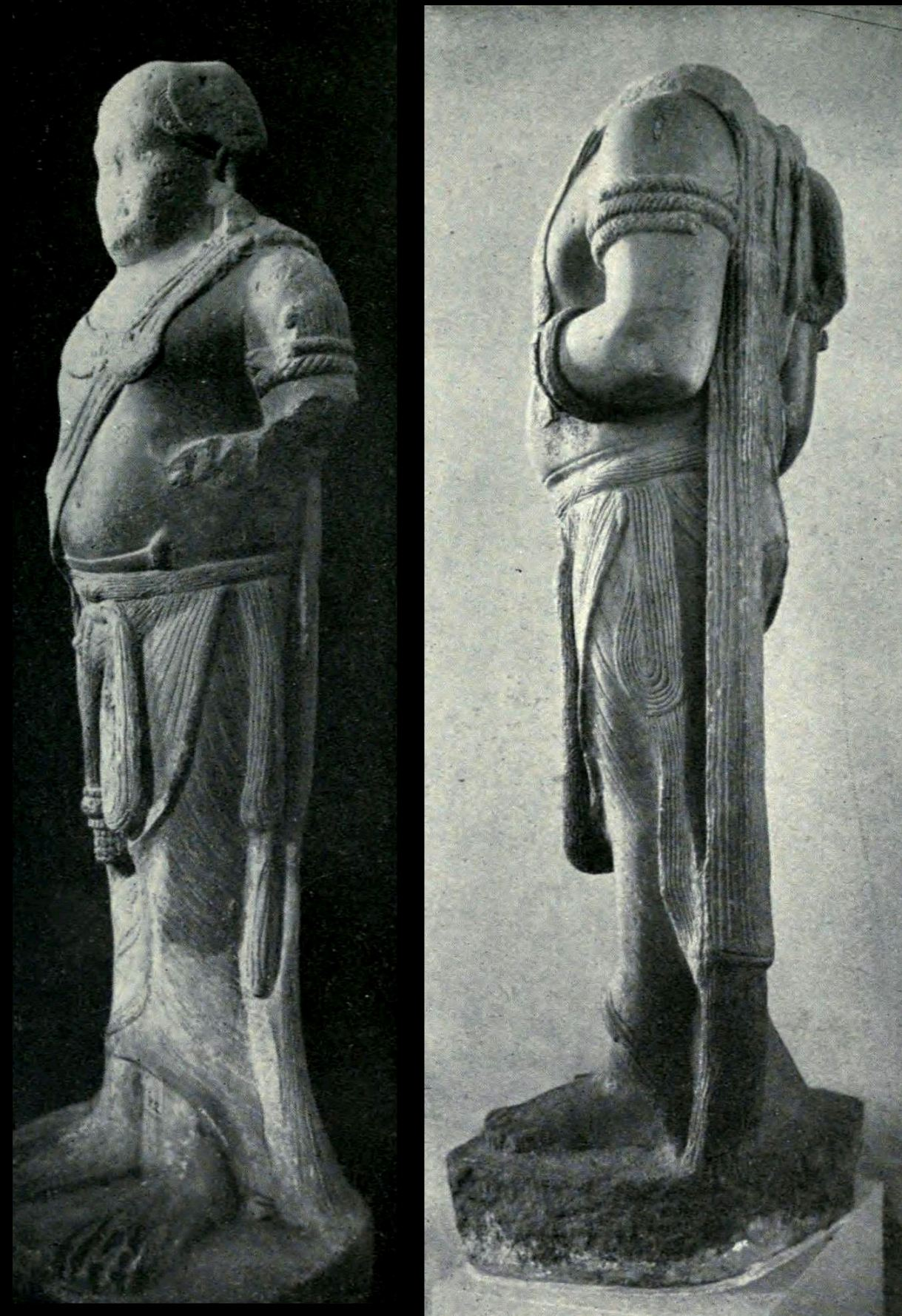
Скульптура якши. Индия, III век до н. э. Из коллекции Музея Патны

## Открытие изваяния и его судьба

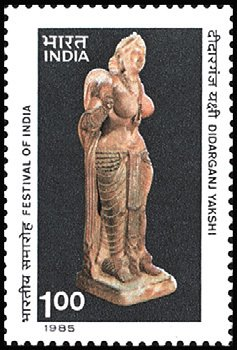
Якшини из Дидарганджа на почтовой марке Индии 1985 года(Sc #1091)

Скульптура Якшини была обнаружена 18 октября 1917 года — это единственный достоверный факт в её непростой судьбе, поскольку дальнейшие версии расходятся. Доподлинно известно только, что Якша найдена на берегу Ганги (25°34′18″ с. ш. 85°15′45″ в. д.) возле Дидарганджа рядом с городом Джамалпур. Согласно письму Уолша, британского уполномоченного по делам города Патна, некий богослов по имени Гулам Расул (Ghulam Rasul) увидел в прибрежных песках Ганга каменный обломок, торчавший из песка. Начав его раскапывать, Гулам обнаружил скульптуру, после чего она была доставлена властям. Другая версия обнаружения Якши возникла на основе секретного отчета инспектора полиции от 20 октября 1917 года. На берегу Ганги представители касты неприкасаемых дхоби стирали одежду для своих клиентов. Стирка происходила на каменной плите, много лет торчавшей из земли. Однажды сельские жители, преследуя змею, заметили, что она проскользнула в нору возле плиты. Раскопав нору, преследователи обнаружили, что плита является основанием изумительной статуи. Неграмотные жители решили, что перед ними мурти богини, поскольку в окрестностях располагалось множество храмов в честь Кали и Дурги. Статуе было сооружено временное святилище с бамбуковым навесом, в котором местные жители стали совершать ей поклонение. Находка привлекла внимание Спунера (Spooner), директора колониального Музея в Патне, который признал в ней древнюю скульптуру. Спунер посчитал, что перед ним или якшини, или «небесная красавица». Усилиями полиции артефакт был изъят из святилища и передан на хранение в Музей Бихара. Конфискация объекта поклонения до сих пор взывает полемику в индийском профессиональном сообществе. Индолог Тапати Гуха-Тхакурта из Центра исследований в сфере общественных наук (Калькутта) в работе «Наши — боги, их — музеи: противоречивые карьеры предметов искусства Индии» отмечает неоднозначное отношение колониальных властей Великобритании к древним религиозным артефактам.
Якшини как предмет искусства пережила несколько этапов в своей «биографии». Скульптура прошла путь от экспоната любительской археологии до национального шедевра и символа индийской женственности, а затем стала международным «эмиссаром» древнеиндийского искусства и культуры. В год обретения Индией независимости (1947 год) скульптура отправилась на свою первую «Выставку искусства доминионов Индии и Пакистана» в Лондон. По возвращении через год она заняла место в коллекции Национального музея в Дели. В 1980-х годах предмет искусства находился в турне во Франции и США. Скульптура участвовала в международных выставках за границей в «год Индии». В частности, Якшини выставлялась в Национальной галерее искусства в Вашингтоне в 1985 году, где в ходе перевозки ей был отбит нос. Тем не менее, скульптура Якшини продолжает считаться неподражаемым образцом монументального искусства, свидетельствующем о высоком уровне развития индийской цивилизации. По мнению некоторых индийских учёных, судьба этого археологического объекта отражает эволюцию статуса древнеиндийского искусства: колониальная «старина», национальный шедевр и международный символ индийского искусства. В честь Якши в 1985 году правительством Индии была выпущена почтовая марка достоинством в одну рупию (Sc #1091).

## Скульптура якшини
Скульптура высотой 1,58 метра стоит на пьедестале в 0,53 метра. Статуя сделана из каменной породы, называемой «чунарской» (chunar). Это красноватый зернистый твердый песчаник, добываемый возле города Чунар штата Уттар-Прадеш (25°06′20″ с. ш. 82°51′36″ в. д.). Из неё же состоят другие известные культурные памятники Индии, такие как колонны Ашоки и Собор Святого Павла в Калькутте.
Якшини представляет собой женскую фигуру, высеченную из цельного куска камня. Статуя имеет полные и округлые черты тела, выраженную женскую грудь, широкие бедра и узкую талию. Голова Якшини украшена гребнем для волос, с ушей свисают большие серьги с тройными кольцами. На шее видны жемчужное ожерелье, а также двойная цепочка, спадающая ниже груди. Бёдра охвачены поясом с пятью шнурами, щиколотки украшают тяжелые ножные браслеты. Якшини одета в традиционную индийскую одежду дхоти, схематические складки которой создают эффект прозрачной одежды.
Якшини олицетворяет идеал женской красоты Древней Индии. Согласно древнему канону красоты, шею Якшини украшают три кожные складки (griva trivali) и три складки на животе (katyavali). В правой руке она держит чамару — ритуальное опахало из волос хвоста яка. Отсюда пошло второе название статуи — «держательница чамары» (Chauri-bearer). Левая рука у скульптуры отсутствует. Выражение лица Якшини предполагает, что она внимательно наблюдает за каким-то событием или чьими-то действиями. Верхняя часть туловища в напряжении слегка наклонена вперед. Правое колено немного согнуто, словно под весом опахала Якшини припала на ногу. Линии тела и контуры фигуры высечены скульптором идеально без нарушения основных пропорций. Внешний вид передает царское достоинство и элегантность. Скульптура тщательно отполирована, что усиливает впечатление от идеальных линий тела.
Статуя Якшини считается символом древнеиндийского искусства, сопоставимого с греческой Венерой Милосской, датируемой более поздним периодом (между 130 и 100 годами до н. э.). Некоторые искусствоведы полагают, что на фигуру Якшини оказало влияние творчество эллинистических скульпторов, попавших в Индию после завоеваний Александра Македонского. Греки поддерживали связи в регионе с греко-бактрийским (250—125 годы до н. э.) и индо-греческим (180 год до н. э. — 10 год н. э.) царствами, что отразилось на искусстве империи Маурьев (321—185 годы до н. э.). Иконометрические исследования показали, что обнаженные скульптуры периода Маурьев мало отличаются от греческих скульптурных идеалов с точки зрения пропорций человеческого тела. Обработка скульптором камня, позволяющая через прямые геометрические линии создать эффект прозрачной одежды, признана эллинистической техникой. Образцы ранней скульпторы Древней Индии, свидетельствующие о том, что подобная техника могла родиться самостоятельно, не найдены. Таким образом, Якшини из Дидарганджа имеет корни в поздней архаике Древней Греции.

## Галерея изображений Якшини
|  |  |  |  |  |
|  |  |  |  |  |